# Старостини
Старості́ни (рос. Старостины) — присілок у складі Котельницького району Кіровської області, Росія. Входить до складу Котельницького сільського поселення.
Населення становить 44 особи (2010, 41 у 2002).
Національний склад станом на 2002 рік — росіяни 100 %.